# Тихомиров, Владимир Владимирович
Владимир Владимирович Тихоми́ров (12 [25] октября 1915, Петроград — 13 января 1994, Москва) — советский учёный-геолог, специалист в области региональной геологии Кавказа, стратиграфии и тектоники), организатор и историк науки. Профессор (1955), член-корреспондент АН СССР (1981). Председатель Комиссии по геологической изученности СССР (1958), основатель Международной комиссии по истории геологических наук (1967).

## Биография
Родился в Петрограде 12 (25) октября 1915 в семье преподавателя, его отец Тихомиров, Владимир Иванович (1881, Тифлис — 1961, Баку) был профессором физической химии, Заслуженный деятель науки Азербайджанской ССР, мать — Мария Моисеевна (1895—1936).
В 1920 году семья переехала в город Баку.
В 1931—1932 годах начал работать препаратором в Азербайджанском нефтяном институте в Баку.
В 1932 году В. В. Тихомиров поступил на геолого-разведочный факультет Азербайджанского индустриального института в Баку (ныне Азербайджанская государственная нефтяная академия).
В 1935—1937 годах, будучи студентом, участвовал в геологической съёмке на Кавказе под руководством В. Е. Хаина. Изучал юрские и меловые отложения, подводные обвалы и оползни (Олистостромы).
В 1937 году участвовал в работе 17 сессии Международного геологического конгресса в Москве.
В 1938 году окончил институт с отличием.

### Работа геологом
После института В. В. Тихомиров работал инженером-геологом, начальником геолого-съёмочных и геолого-поисковых партий в Азербайджанском геологическом управлении.
Работал на Карагалукском месторождении гипса, Хперском и Казардикамском месторождениях киновари. Занимался поисками горючих сланцев, изучал бентонитовые глины Кобыстана. Составлял геологические карты и собирал материал для кандидатской диссертации.
Был избран секретарём партийной организации «Азгеолуправления».
С лета 1941 года, как геолог, 11 месяцев обеспечивал нужды фронта. За что был награждён медалью.

### Военное время
По окончании института В. В. Тихомиров получил звание «командир запаса». Весной 1939 года продолжил обучение и стал младшим лейтенантом по специальности Лётчик-наблюдатель. В 1942 году, после многочисленных отказов, ему удалось преодолеть «бронь геологов» и получить разрешение на мобилизацию.
В августе — октябре 1942 года он прошёл ускоренные курсы ВПА в городе Белебей. По личной просьбе был отправлен на Ленинградский фронт в 13 Воздушную армию, 22 авиаэскадрилью связи замполитом. В это время он пишет многочисленные статьи в военные газеты. Комиссарам было запрещено совершать боевые вылеты, но он добился разрешения на полёты с февраля 1943 года. На Ленинградском небе было всего два «летающих комиссара». В мае 1943 года должность замполита была упразднена, и В. В. Тихомиров стал штурманом авиазвена, был награждён боевыми орденами и медалями.
18 апреля 1944 года был тяжело ранен взрывом мины у деревни Ситенка и потерял зрение. Лечился в госпиталях городов Луга и Ленинграда, консультировался в Одессе с офтальмологом В. П. Филатовым, но восстановить зрение не удалось.

### Научная работа по истории геологии
После демобилизации по инвалидности В. В. Тихомирову удалось поступить в аспирантуру Московского геологоразведочного института (МГРИ). Большую поддержку в этом оказал профессор В. В. Белоусов, возглавлявший кафедру общей геологии. Кроме того, Грузинское геологическое управление заключило с В. В. Тихомировым договор на написание научных обзоров по теме диссертации и оплатило работу помощника, который ежедневно по много часов читал ему и записывал. Многие геологи консультировали аспиранта, предоставляли ему результаты собственных наблюдений.
Весной 1949 года защитил диссертацию по геологии Малого Кавказа. Она основывалась собранных им данных почти 100 геологических разрезов, составленных перед войной 20 картах и новых данных. Диссертационный совет МГРИ сначала рекомендовал присудить ему учёную степень кандидата геолого-минералогических наук, но уже через 3 месяца (после получения отзыва третьего оппонента) ему присудили степень доктора наук.
С 1949 года приступил, по приглашению Н. С. Шатского, к работе в Институте геологических наук АН СССР.
В мае 1950 года был утверждён в учёном звании «Старший научный сотрудник» по специальности «тектоника».
По новой структуре ИГН АН СССР, он возглавил Кабинет истории геологических наук. В помощь ему был предоставлен один лаборант, постепенно прибавлялись библиографы. Затем появились другие сотрудники — несколько кандидатов и два доктора наук.
С 1953 года академик В. А. Обручев в письмах просил продолжить его работы по истории геологии.
В 1953—1992 годах — Ответственный редактор серии «Очерки по истории геологических знаний».
В 1956 году, при преобразовании института в Геологический институт АН СССР, «Кабинет» получил название Отдел истории геологии.
В январе 1955 года В. В. Тихомирова утвердили в звании профессора по специальности История геологических наук. Учебник по истории геологии, соавтором которого он был, был переведён на китайский, и оказал больше влияние на распространение историко-геологических знаний.
В 1970—1978 годах — Научный консультант по отрасли знания «геология» 3-го издания БСЭ.
В 1967—1994 годах — Президент, с 1976-го — паст-президент, с 1984-го — вице-президент, с 1988-го — член бюро Международной комиссии по истории геологических наук.
В 1969—1992 годах — Главный редактор многотомного справочно-информационного издания «Геологическая изученность СССР».
Председатель Советской национальной подкомиссии по истории геологии (СНИГЕО), входящей в состав Советского национального объединения истории и философии естествознания и техники, а также КОГИ.
В 1988 году получил звание «Советник АН СССР»:
- C 1988 года работал советником при дирекции ГИН АН СССР
- C 1991 года работал советником дирекции в Государственном геологическом музее им. В. И. Вернадского АН СССР и КННО РСФСР[16].

Был в командировках на научных конференциях во многих странах:
- 1965 —
- 1967 — ,
- 1968 — , ,
- 1969 — , ,
- 1970 — ,
- 1971 — ,
- 1972 —
- 1973 —
- 1974 — , , ,
- 1975 —
- 1976 — , , ,
- 1977 —
- 1978 — , ,
- 1979 — ,
- 1980 —
- 1981 — ,
- 1983 —
- 1985 — , ,
- 1986 —
- 1987 — ,
- 1988 —
- 1990 —

В 1992 году был редактор-консультант Горной энциклопедии.
Скончался 13 января 1994 года в Москве. Официальное прощание проходило в Геологическом институте РАН, похоронен на Троекуровском кладбище на участке № 3.

## Награды и премии
- 1943 — Медаль «За оборону Ленинграда»
- 1943 — Орден Отечественной войны II степени
- 1945 — Медаль «За победу над Германией в Великой Отечественной войне 1941—1945 гг.»
- 1945 — Медаль «За доблестный труд в Великой Отечественной войне 1941-1945 гг.»
- 1946 — Медаль «За оборону Кавказа»
- 1947 — Орден Красной Звезды
- 1947 — Медаль «В память 800-летия Москвы»
- 1953 — Медаль «За трудовую доблесть»
- 1953 — Первая премия МОИП[17] за монографию[11]
- 1964 — Первая премия МОИП — за книгу «Геология в России первой половины XIX века»: в 2 частях (1960, 1963).
- 1965 — Медаль «Двадцать лет Победы в Великой Отечественной войне 1941-1945 гг.»
- 1965, 1975, 1980 — Знак «Отличник разведки недр»
- 1970 — Медаль «В ознаменование 100-летия со дня рождения Владимира Ильича Ленина»
- 1971 — Орден Знак Почёта
- 1976 — Юбилейная медаль «Тридцать лет Победы в Великой Отечественной войне 1941—1945 гг.»
- 1976 — Орден Октябрьской Революции
- 1983 — Серебряный знак почёта «Абрахама-Готтлоба-Вернера». Берлин, ГДР.
- 1985 — Медаль «Ветеран труда»
- 1985 — Медаль «Сорок лет Победы в Великой Отечественной войне 1941-1945 гг.»
- 1985 — Орден Трудового Красного Знамени
- 1985 — Орден Отечественной войны I степени.

## Членство в организациях
- 1931 — Профсоюз
- 1940 — ВКП (б), Городской Райком города Баку (с апреля 1940)
- 1955 — Комиссия по геологической изученности СССР
- 1965 — Международная академия по истории науки (член-корреспондент в 1963—1965)
- 1967 — Основатель и первый президент Международной комиссии по истории геологии (ИНИГЕО, 1967—1976)
- 1974 — Иностранный член-корреспондент Мадридской докторской академии
- 1976 — Почётный член Геологического общества ГДР[18]
- 1981 — Член-корреспондент АН СССР. Отделение геологии, геофизики и геохимии (геология), 29 декабря 1981[19].

## Память
- 1998 — Его именем назван вид ископаемых остракод[20].
- 2012 — Медаль по истории геологии имени В. В. Тихомирова (англ. V. V. Tikhomirov Award for History of Geology) — Международный союз геологических наук (IUGS) в честь В. В. Тихомирова учредил международную медаль за вклад в историю геологии.

Был прообразом майора Василия Васильевича Булочкина (роль артиста Николая Крючкова) в фильме «Небесный тихоход» (1945), однако по этому вопросу есть различные мнения[какие?].